# Thomas Kilgore Sherwood
Thomas Kilgore Sherwood (Columbus, 25 luglio 1903 – 14 gennaio 1976) è stato un ingegnere statunitense.
Fu il fondatore della National Academy of Engineering.

## Biografia
Sherwood nacque a Columbus, Ohio e trascorse la maggior parte della sua infanzia a Montréal. Nel 1923 ricevette la sua prima laurea alla McGill University ed entrò nel Massachusetts Institute of Technology (MIT) per la sua specializzazione. Il suo lavoro, The Mechanism of the Drying of Solids, fu completato nel 1929, un anno dopo la sua nominatura ad assistente professore al Worcester Polytechnic Institute. Nel 1930 ritornò al MIT, sempre come assistente professore, dove insegnò fino alla sua pensione, lavorando come professore associato (1933), professore (1941) e preside di ingegneria (1946-1952). Nel 1969 si ritirò dal MIT e diventò un professore di ingegneria chimica presso l'University of California, Berkeley.

## Lavoro
Le prime ricerche di Sherwood si basarono sul trasferimento di massa, nel 1937 pubblicò il suo primo libro di testo, intitolato ‘'Absorption and Extraction" (pubblicato successivamente nel 1974 come Mass Transfer). Il numero di Sherwood prende il suo nome:
{\displaystyle Sh={\frac {K_{c}L}{\mathcal {D}}}}
dove
- {\displaystyle K_{c}} = coefficiente della massa trasferita;
- {\displaystyle L} = lunghezza caratteristica;
- {\displaystyle {\mathcal {D}}} = coefficiente di diffusione componente

Il suo lavoro durante la Seconda Guerra mondiale include l'organizzazione di ingegneri chimici per il National Defense Research Committee (NDRC) nel 1940; la consulta al Baruch Committee sullo sviluppo di gomma sintetica (1942); il servizio al NDRC Section Chief per i problemi di ingegneria chimica (Miscellaneous Chemical Engineering Problems) (1942), dove sorvegliò la creazione dei nuovi fluidi idraulici ecc. Fu inoltre membro del Whitman Commitee sulle propulsioni dei jet (1944). Nell'autunno del 1944 seguì le truppe Americane in Europa per raccogliere informazioni scientifiche. Il suo lavoro industriale si concentrò sui desalinizzatori, rimozioni delle emissioni di anidride solforica, il congelamento del sangue e la produzione di penicillina.

## Onorificenze e premi
Sherwood ricevette dal Governo degli Stati Uniti la Medaglia al Merito (1948), vinse alcuni premi dall'American Institute of Chemical Engineers e dall'American Chemical Society, fu membro dell'American Academy of Arts and Sciences (1948) e della National Academy of Engineering.